# 布爾宰山
布爾宰山（英語：Bullseye Mountain）是南極洲的山峰，座標83°55′S 160°5′E，位於沙克爾頓海岸，處於羅帕爾山西北面7公里，屬於伊麗莎白女王嶺的一部分，由美國南極名稱諮詢委員命名，現時由南極條約體系管理。